# 归化州 (辽朝)
归化州，中国辽朝时设置的州。
辽太宗会同元年（938年）辽国获得后晋的武州，改为归化州，为雄武军刺史，属于武定军节度使。治所在文德县（今河北省张家口市宣化区）。金太祖天辅六年（1122年）金国攻克，金世宗大定七年（1167年），改名宣化州，次年改名宣德州。